# سرگی گونزالس
سرگی گونزالس (انگلیسی: Sergi González؛ زادهٔ ۲۶ مهٔ ۱۹۹۵) بازیکن فوتبال اهل اسپانیا است.
از باشگاه‌هایی که در آن بازی کرده‌است می‌توان به باشگاه فوتبال دپورتیوو آلاوس و باشگاه فوتبال اتلتیکو مادرید اشاره کرد.